# Silvanus Phillips Thompson

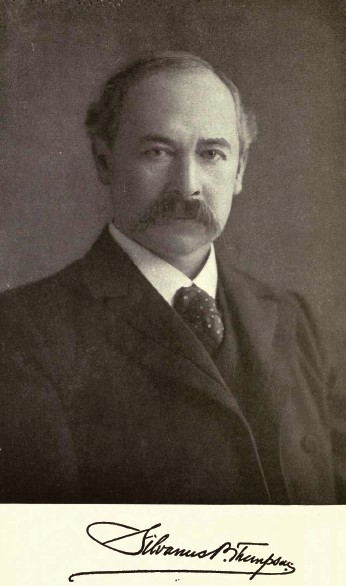
Silvanus Phillips Thompson

Silvanus Phillips Thompson (* 19. Juni 1851 in York, England; † 12. Juni 1916) war ein englischer Physiker.

## Leben
Silvanus Philipps Thompson studierte am Flounders’ Institute bei Pontefract und erlangte an der University of London 1869 den Grad eines Bachelor of Arts. Seine Stellung eines Science Master, die er in der von ihm früher besuchten Bootham School von 1873–1874 bekleidete, gab er auf, um sich weiteren chemischen und physikalischen Studien an der Royal School of Mines in London zu widmen.
Ab 1876 war Thompson Dozent und ab 1878 Professor für Experimentalphysik am University College in Bristol, wo er das physikalische Laboratorium einrichtete. Ab 1885 war er Direktor und Professor der Physik am Finsbury Technical College in Finsbury (London) und ab 1891 Fellow der Royal Society. Er war auch Mitglied der Royal Astronomical Society und Vizepräsident der Physical Society of London.
Thompson verfasste eine große Anzahl an Aufsätzen aus dem Gebiete der Experimentalphysik, insbesondere der Elektrizitätslehre und Optik, er verbesserte im Jahr 1881 das im Jahr zuvor von Paul Glan entwickelte Glan-Thompson-Prisma.
Zu Thompsons berühmtesten Veröffentlichungen gehören Calculus made easy aus dem Jahr 1910, sowie die Biografien von Lord Kelvin, Michael Faraday und Philipp Reis. Thompson war der erste Präsident der Röntgen Society (später: British Institute of Radiology).

## Werke
- Elementary Lessons in Electricity and Magnetism, London 1881; 53. Auflage 1891; übersetzt ins Deutsche (von Himstedt, 2. Auflage, Tübingen 1897), Französische, Italienische, Polnische
- Dynamo-electric Machinery, London 1884; 7. Auflage 1904; übersetzt ins Deutsche (von Grawinkel; in 7. Auflage neu bearbeitet von Strecker und Vesper, Halle 1907) und ins Französische; dazu als 2. Band: Alternating-current Machinery, 1905
- The Electromagnet, London 1891; deutsch Halle 1894
- Polyphase Electric Currents and Alternate Current Motors, 1895; 2. Auflage 1900; deutsch Halle 1896; 2. Auflage, Halle 1901–1904
- Latest Electrodynamic Machinery, 1897
- Michael Faraday, His Life and Work, 1898; deutsch, Halle 1900
- Calculus made easy, 1910 (Digitalisat); übersetzt ins Deutsche 1926